# Liste der Baudenkmäler in Dietmannsried
Auf dieser Seite sind die Baudenkmäler in dem schwäbischen Markt Dietmannsried zusammengestellt. Diese Tabelle ist eine Teilliste der Liste der Baudenkmäler in Bayern. Grundlage ist die Bayerische Denkmalliste, die auf Basis des Bayerischen Denkmalschutzgesetzes vom 1. Oktober 1973 erstmals erstellt wurde und seither durch das Bayerische Landesamt für Denkmalpflege geführt wird. Die folgenden Angaben ersetzen nicht die rechtsverbindliche Auskunft der Denkmalschutzbehörde.
 Die Liste gibt den Fortschreibungsstand vom 10. Oktober 2019 wieder und umfasst 31 Baudenkmäler.

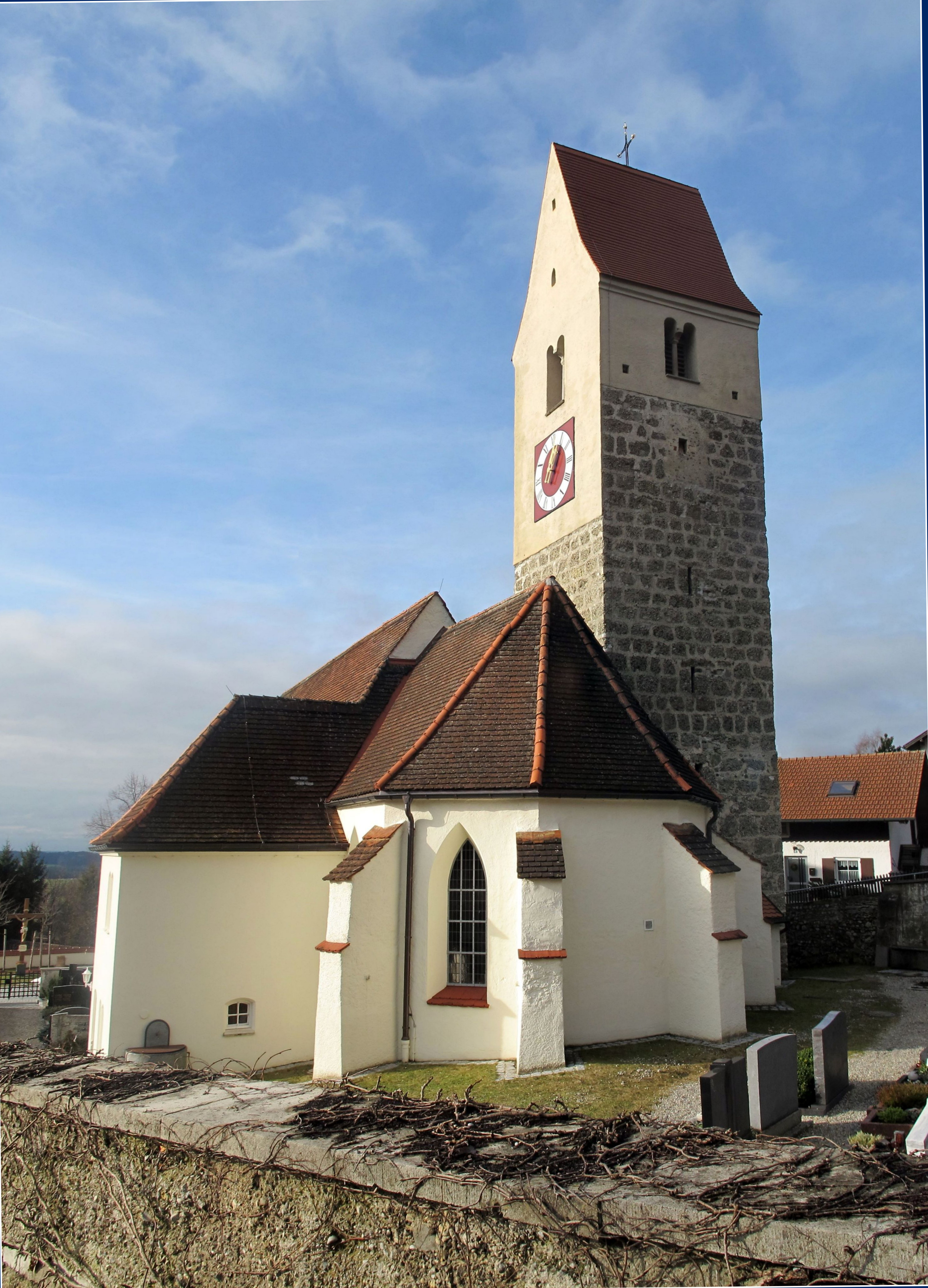
Kirche St. Nikolaus in Schrattenbach

## Baudenkmäler nach Ortsteilen

### Dietmannsried
| Lage                                            | Objekt                                                       | Beschreibung | Akten-Nr.              | Bild                                                         |
| ----------------------------------------------- | ------------------------------------------------------------ | --- | ---------------------- | ------------------------------------------------------------ |
| Bahnhofstraße 11, 13 (Standort)                 | Ehemaliges Bauernhaus                                        | Zweigeschossiges Doppelhaus über hohem Sockelgeschoss, mit Flachsatteldach und Fachwerkgiebel, erste Hälfte 18. Jahrhundert. | D-7-80-119-1 Wikidata  | Ehemaliges Bauernhaus                                        |
| Kirchplatz 1 (Standort)                         | Pfarrhaus                                                    | Zweigeschossiger Mansarddachbau mit Dachgauben, im Kern wohl 1573, erneuert 1665, Dachkonstruktion 1811. | D-7-80-119-2 Wikidata  | Pfarrhaus                                                    |
| Kirchplatz 5; Am Inselweiher 7 (Standort)       | Katholische Pfarrkirche St. Blasius und St. Quirinus         | Saalbau mit eingezogenem Chor und südlichem Turm mit Zeltdach, im Kern spätgotisch, vermutlich 1588 und 1679/81 umgebaut, 1755 erweitert, 1811 nach Brand wiederhergestellt; mit Ausstattung; Ölbergkapelle, dreiteiliger Bau, erste Hälfte 18. Jahrhundert; mit Ausstattung; Friedhofsmauer, Teile der alten Einfriedung mit eingelassenen Grabdenkmälern ab dem 16. Jahrhundert, 17./18. Jahrhundert; Leichenhalle, erdgeschossiger Walmdachbau mit konvexem, zwerchhausartig überhöhtem Mittelrisalit, bezeichnet mit „1925“; mit Ausstattung. | D-7-80-119-3 Wikidata  | weitere Bilder                                               |
| Memminger Straße 2 (Standort)                   | Ehemalige Taverne und Poststation, jetzt Gasthaus zum Ochsen | Zweigeschossiger Eckbau mit Mansardgiebeldach und neuklassizistischer Gliederung, Ausleger bezeichnet mit „1781“, Anfang 19. Jahrhundert verändert. | D-7-80-119-4 Wikidata  | Ehemalige Taverne und Poststation, jetzt Gasthaus zum Ochsen |
| Rathausplatz 5 (Standort)                       | Ehemaliger Gasthof Schwanen, jetzt Rathaus                   | Zweigeschossiger asymmetrischer Bau mit polygonalem Eckerker, Walm- und Schopfwalmdach, in Formen des Heimatstils, von Leonhard Heydecker, 1914. | D-7-80-119-31 Wikidata | Ehemaliger Gasthof Schwanen, jetzt Rathaus                   |
| Steinriesel, an der Heisinger Straße (Standort) | Sühnekreuz                                                   | Tuffstein, 15./16. Jahrhundert. | D-7-80-119-5 Wikidata  | Sühnekreuz                                                   |

### Gemeinderied
| Lage                      | Objekt                         | Beschreibung                                                                                           | Akten-Nr.             | Bild           |
| ------------------------- | ------------------------------ | --- | --------------------- | -------------- |
| Gemeinderied 4 (Standort) | Katholische Kapelle St. Magnus | Rechteckbau mit eingezogenem, dreiseitigem Schluss und Dachreiter mit Zeltdach, 1687; mit Ausstattung. | D-7-80-119-7 Wikidata | weitere Bilder |

### Grasgrub
| Lage                  | Objekt                         | Beschreibung | Akten-Nr.             | Bild           |
| --------------------- | ------------------------------ | --- | --------------------- | -------------- |
| Grasgrub 1 (Standort) | Katholische Kapelle St. Gallus | Spätgotische Weilerkapelle, Rechteckbau mit dreiseitigem Schluss und Dachreiter, Anfang 16. Jahrhundert, erneuert 1723; mit Ausstattung. | D-7-80-119-8 Wikidata | weitere Bilder |

### Hesselstall
| Lage                     | Objekt                | Beschreibung | Akten-Nr.              | Bild                  |
| ------------------------ | --------------------- | --- | ---------------------- | --------------------- |
| Hesselstall 2 (Standort) | Ehemaliges Bauernhaus | Zweigeschossiger, verputzter Ständerbau mit Frackdach und Wiederkehr, hofseits Flugpfette, 18. Jahrhundert, Dachstuhl und Innendisposition erneuert. | D-7-80-119-32 Wikidata | Ehemaliges Bauernhaus |

### Käsers
| Lage              | Objekt             | Beschreibung                                                              | Akten-Nr.             | Bild               |
| ----------------- | ------------------ | ------------------------------------------------------------------------- | --------------------- | ------------------ |
| Käsers (Standort) | Kapelle St. Joseph | Rechteckbau mit halbrundem Schluss und Dachreiter, 1727; mit Ausstattung. | D-7-80-119-9 Wikidata | Kapelle St. Joseph |

### Kiesels
| Lage                 | Objekt                     | Beschreibung                                                                                                | Akten-Nr.              | Bild           |
| -------------------- | -------------------------- | --- | ---------------------- | -------------- |
| Kiesels 1 (Standort) | Ehemaliges Jagdschlösschen | Zweigeschossiger Bau mit Mansardwalmdach, Zwerchgiebel und profiliertem Traufgesims, 1773; mit Ausstattung. | D-7-80-119-11 Wikidata | weitere Bilder |
| Kiesels 3 (Standort) | Ehemaliger Gutshof         | Zweigeschossiger Satteldachbau, 1773; mit Ausstattung; zum Schlösschen gehörig.                             | D-7-80-119-12 Wikidata | weitere Bilder |

### Kraiberg
| Lage                                            | Objekt                    | Beschreibung                                                                                  | Akten-Nr.              | Bild           |
| ----------------------------------------------- | ------------------------- | --------------------------------------------------------------------------------------------- | ---------------------- | -------------- |
| Flur Kraiberg, nördlich von Kraiberg (Standort) | Katholische Marienkapelle | Satteldachbau mit eingezogenem, rechteckigem Schluss, 1851, vergrößert 1951; mit Ausstattung. | D-7-80-119-13 Wikidata | weitere Bilder |
| Flur Kraiburg, bei Haus Nr. 1 (Standort)        | Bildstock                 | Mit Rundbogennische aus Rollsteinmauerwerk, 19. Jahrhundert; mit Ausstattung.                 | D-7-80-119-15 Wikidata | BW             |

### Maierhof
| Lage                  | Objekt    | Beschreibung                      | Akten-Nr.              | Bild      |
| --------------------- | --------- | --------------------------------- | ---------------------- | --------- |
| Maierhof 2 (Standort) | Bildstock | 19. Jahrhundert; mit Ausstattung. | D-7-80-119-16 Wikidata | Bildstock |

### Öschle
| Lage                | Objekt     | Beschreibung                                                                                   | Akten-Nr.              | Bild       |
| ------------------- | ---------- | ---------------------------------------------------------------------------------------------- | ---------------------- | ---------- |
| Öschle 4 (Standort) | Bauernhaus | Zweigeschossiger Mitterstallbau mit Flachsatteldach, Fachwerkobergeschoss und Hochtenne, 1784. | D-7-80-119-33 Wikidata | Bauernhaus |

### Probstried
| Lage                                                  | Objekt                                            | Beschreibung | Akten-Nr.              | Bild           |
| ----------------------------------------------------- | ------------------------------------------------- | --- | ---------------------- | -------------- |
| Der weiße Bühl, nordöstlich von Probstried (Standort) | Gedenkstein                                       | 17./18. Jahrhundert. | D-7-80-119-34 Wikidata | Gedenkstein    |
| Haslachweg 14 (Standort)                              | Bauernhaus                                        | Zweigeschossiger Mitterstallbau mit Flachsatteldach, Hakenschopf und geschnitzten Dachfußbalken, zweite Hälfte 18. Jahrhundert.                                                                                         | D-7-80-119-17 Wikidata | Bauernhaus     |
| Hauptstraße 16 (Standort)                             | Stadel                                            | Zweigeschossiger, teils verputzter Fachwerkbau mit nach Norden abgeschlepptem Satteldach, zweite Hälfte 18. Jahrhundert.                                                                                                | D-7-80-119-35 Wikidata | Stadel         |
| Kirchplatz 6 (Standort)                               | Katholische Pfarrkirche St. Cornelius und Cyprian | Saalbau mit eingezogenem Chor und nördlichem Satteldachturm aus unverputzten Tuffsteinquadern, Turm wohl 13. Jahrhundert, Langhaus im Kern mittelalterlich, Umgestaltung 1666–83, Erweiterung 1739–40; mit Ausstattung. | D-7-80-119-20 Wikidata | weitere Bilder |
| Kirchplatz 8 (Standort)                               | Pfarrhaus                                         | Zweigeschossiger Satteldachbau, im Kern 1717. | D-7-80-119-21 Wikidata | Pfarrhaus      |
| Probstried (Standort)                                 | Feldkapelle St. Joseph                            | Giebelbau über halbkreisförmigem Grundriss mit pilastergerahmter Rundbogennische und Satteldach, 1823; mit Ausstattung.                                                                                                 | D-7-80-119-18 Wikidata | weitere Bilder |
| Seebachweg 14a, am Südrand von Probstried (Standort)  | Sogenannte Pestkapelle                            | Rechteckbau mit Segmentbogennische und Satteldach, 1649, erneuert im 19. Jahrhundert; mit Ausstattung; am Südostende des Dorfes.                                                                                        | D-7-80-119-22 Wikidata | weitere Bilder |

### Reicholzried
| Lage                                         | Objekt                                            | Beschreibung | Akten-Nr.              | Bild               |
| -------------------------------------------- | ------------------------------------------------- | --- | ---------------------- | ------------------ |
| Fellenberg; Nähe Fellenbergstraße (Standort) | Kalvarienkapelle                                  | Rechteckbau mit dreiseitigem Schluss, neugotisch, 1902; mit Ausstattung; Kreuzweg mit dreizehn Stationen, massive Pfeiler, Nischen mit bemalten Blechtafeln von den Gebrüdern Haugg, 1917 aufgestellt, zwölfte Station hölzernes Kruzifix, gleichzeitig. | D-7-80-119-25 Wikidata | weitere Bilder     |
| St.-Georg-Straße 1 (Standort)                | Katholische Pfarrkirche St. Georg und St. Florian | Saalbau mit eingezogenem Chor und nördlichem Turm mit Zwiebelhaube, im Kern 15. Jahrhundert, um 1575 verändert, bis 1679 erneuert, 1700 Anbau der Sebastianskapelle, Turmobergeschoss 1719, Zwiebelhaube 1789; mit Ausstattung; Friedhofsmauer, Bruch- und Feldsteinmauerwerk, im Kern 15. Jahrhundert; Ölbergkapelle mit Beinhaus, Rechteckbau mit vorkragendem Obergeschoss und Satteldach, im Kern 17. Jahrhundert; mit Ausstattung. | D-7-80-119-23 Wikidata | weitere Bilder     |
| St.-Georg-Straße 2 (Standort)                | Gasthof zum Rössle                                | Zweigeschossiger Walmdachbau, im Kern 18. Jahrhundert. | D-7-80-119-24 Wikidata | Gasthof zum Rössle |

### Schrattenbach
| Lage                              | Objekt                               | Beschreibung | Akten-Nr.              | Bild            |
| --------------------------------- | ------------------------------------ | --- | ---------------------- | --------------- |
| St.-Nikolaus-Straße 1 (Standort)  | Kleinbauernhaus                      | Zweigeschossiger, verputzter Ständerbau mit zum Teil offenen Spundwänden, abgeschlepptem Steilsatteldach und verschaltem Giebel, Ende 17. Jahrhundert. | D-7-80-119-26 Wikidata | Kleinbauernhaus |
| St.-Nikolaus-Straße 13 (Standort) | Katholische Pfarrkirche St. Nikolaus | Saalbau mit eingezogenem Chor und nördlichem Satteldachturm, im Kern spätgotisch, 1678 umgebaut, 1870 verlängert; mit Ausstattung.                     | D-7-80-119-27 Wikidata | weitere Bilder  |

### Sommersberg
| Lage                     | Objekt                         | Beschreibung                                                                           | Akten-Nr.              | Bild           |
| ------------------------ | ------------------------------ | -------------------------------------------------------------------------------------- | ---------------------- | -------------- |
| Sommersberg 6 (Standort) | Katholische Kapelle St. Magnus | Rechteckbau mit eingezogenem, dreiseitig geschlossenem Chor, um 1750; mit Ausstattung. | D-7-80-119-28 Wikidata | weitere Bilder |

### Überbach
| Lage                      | Objekt                                           | Beschreibung | Akten-Nr.              | Bild                  |
| ------------------------- | ------------------------------------------------ | --- | ---------------------- | --------------------- |
| Hauptstraße 16 (Standort) | Ehemaliges Bauernhaus                            | Doppelhaus, zweigeschossiger Mittertennbau mit abgeschlepptem Flachsatteldach und teils verputztem, teils offenem Fachwerk, zweite Hälfte 18. Jahrhundert. | D-7-80-119-29 Wikidata | Ehemaliges Bauernhaus |
| Hauptstraße 29 (Standort) | Katholische Filialkirche St. Johannes der Täufer | Saalbau mit eingezogenem Chor und nördlichem Satteldachturm, im Kern spätgotisch, um 1680/1700 barockisiert; mit Ausstattung.                              | D-7-80-119-30 Wikidata | weitere Bilder        |

## Ehemalige Baudenkmäler
In diesem Abschnitt sind Objekte aufgeführt, die früher einmal in der Denkmalliste eingetragen waren, jetzt aber nicht mehr. Objekte, die in anderem Zusammenhang – also z. B. als Teil eines Baudenkmals – weiter eingetragen sind, sollen hier nicht aufgeführt werden. Aktennummern in diesem Abschnitt sind ehemalige, jetzt nicht mehr gültige Aktennummern.

| Lage                                 | Objekt          | Beschreibung | Akten-Nr.              | Bild            |
| ------------------------------------ | --------------- | --- | ---------------------- | --------------- |
| Gefällmühle 1, 2 (Standort)          | Ehemalige Mühle | Zweigeschossiger Satteldachbau, im Kern wohl 18. Jahrhundert.                                                                 | D-7-80-119-6 Wikidata  | Ehemalige Mühle |
| Käsers 12 (Standort)                 | Bauernhaus      | Bauernhaus mit Flachdach, Obergeschoss verputzter Ständerbau, Nordseite mit alter Verschalung, zweite Hälfte 18. Jahrhundert. | D-7-80-119-10 Wikidata | BW              |
| Kraiberg 2 (Standort)                | Hausfigur       | Kruzifix aus Holz, barock, 18. Jahrhundert.                                                                                   | D-7-80-119-14 Wikidata | BW              |
| Probstried Hauptstraße 19 (Standort) | Hausfigur       | Kruzifix, barock; an der ehemaligen Mühle.                                                                                    | D-7-80-119-19 Wikidata | Hausfigur       |